# Enginyeria metabòlica
A l'enginyeria genètica, l'enginyeria metabòlica és la tecnologia que s'ocupa de la manipulació de l'ADN que doni com a resultat la variació de rutes metabòliques, ja sigui afegint nous intermediaris a les rutes preexistents, modificar la regulació de les mateixes o crear noves rutes.
Un exemple d'enginyeria metabòlica es produeix amb els flavonoides, que consisteix en la manipulació de l'ADN en certes plantes amb l'objectiu d'augmentar o disminuir la seva concentració de flavonoides a través de la manipulació de les seves vies metabòliques. D'aquesta forma s'ha aconseguit canviar el color de les flors a colors blaus o grocs que no existeixen en estat silvestre, i també augmentar la concentració de flavonoides d'interès farmacèutic en els aliments, entre altres coses.
Un altre exemple és la producció d'artemisina, una droga anti-palúdica, en llevats. A partir de la ruta del mevalonat, es modifica la regulació de la ruta i s'afegeixen nous enzims, de manera que a partir del mevalonat es forma l'àcid artemisínic.